# 冨澤昌三
冨澤 昌三（とみざわ しょうぞう、1944年5月20日 - ）は、日本の実業家。株式会社メガネトップ創業者・代表取締役会長。

## 人物・来歴
1963年福井県立坂井農業高等学校卒業、三和測量入社。1965年光陽眼鏡商会創業。1976年メガネの平和堂創業。1980年メガネトップ設立、同社代表取締役社長就任。弐萬圓堂の進出に危機感を覚え、2006年から単一低価格でメガネを取り扱う眼鏡市場への業態変更を進め、2008年にメガネスーパーを抜き、2012年には三城ホールディングスを抜いて、業界首位を実現した。メガネトップ代表取締役社長の冨澤昌宏は長男。

## 著書
- 『メガネはもっと安くなる! : 価格破壊への挑戦』出版文化社 2001年